# 148-й отдельный танковый полк
148-й отдельный танковый полк, воинское подразделение СССР в Великой Отечественной войне.
Полк сформирован 01.01.1943 года на станции Рада Тамбовской области путём переформирования 148-й танковой бригады
В марте 1943 года прибыл в Волчанск и вступил в бои 22.03.1943 года. Вёл оборонительные бои под Шебекино и Огурцово до 16.06.1943 года.
Принимал участие в Белгородско-Харьковской наступательной операции, находился северо-восточнее Белгорода. 03.08.1943 года придан 28-й гвардейской стрелковой дивизии, имея в составе 17 Т-34 и перешёл в наступление в направлении северо-западной окраины Ерика. Через 7 суток наступления в строю осталось только три танка.
В конце 1943 года направлен в Тульские военные лагеря для пополнения.
В 1944 году участвовал в Минской наступательной операции, приняв участие в освобождении Борисова и Вильнюсской наступательной операции.
В конце 1944 года переименован в 148-й отдельный инженерный танковый полк
В 1945 году принимал участие в Восточно-Прусской стратегической наступательной операции, принимал участие в штурме Кёнигсберга

## Полное название
148-й отдельный инженерный танковый Борисовский ордена Александра Невского полк

## Подчинение
| Дата                  | Фронт (округ)             | Армия                  | Корпус (группа)                                                     | Примечания                         |
| --------------------- | ------------------------- | ---------------------- | ------------------------------------------------------------------- | ---------------------------------- |
| 01 января 1943 года   | Приволжский военный округ | -                      | -                                                                   |                                    |
| 01 февраля 1943 года  | Приволжский военный округ | -                      | -                                                                   |                                    |
| 01 марта 1943 года    | Воронежский фронт         | -                      | -                                                                   |                                    |
| 01 апреля 1943 года   | Воронежский фронт         | 7-я гвардейская армия  | -                                                                   |                                    |
| 01 мая 1943 года      | Воронежский фронт         | 7-я гвардейская армия  | -                                                                   |                                    |
| 01 июня 1943 года     | Воронежский фронт         | 7-я гвардейская армия  | -                                                                   |                                    |
| 01 июля 1943 года     | Степной фронт             | 53-я армия             | -                                                                   |                                    |
| 01 августа 1943 года  | Степной фронт             | 53-я армия             | -                                                                   |                                    |
| 01 сентября 1943 года | Степной фронт             | 57-я армия             | -                                                                   |                                    |
| 01 октября 1943 года  | Степной фронт             | 57-я армия             | -                                                                   |                                    |
| 01 ноября 1943 года   | 2-й Украинский фронт      | 57-я армия             | -                                                                   |                                    |
| 01 декабря 1943 года  | Московский военный округ  | -                      | -                                                                   |                                    |
| 01 января 1944 года   | Московский военный округ  | -                      | -                                                                   |                                    |
| 01 февраля 1944 года  | Московский военный округ  | -                      | -                                                                   |                                    |
| 01 марта 1944 года    | Московский военный округ  | -                      | -                                                                   |                                    |
| 01 апреля 1944 года   | Московский военный округ  | -                      | -                                                                   |                                    |
| 01 мая 1944 года      | Московский военный округ  | -                      | -                                                                   |                                    |
| 01 июня 1944 года     | 2-й Белорусский фронт     | 11-я гвардейская армия | -                                                                   |                                    |
| 01 июля 1944 года     | 3-й Белорусский фронт     | 11-я гвардейская армия | -                                                                   |                                    |
| 01 августа 1944 года  | 3-й Белорусский фронт     | 11-я гвардейская армия | 2-я гвардейская моторизованная штурмовая инженерно-сапёрная бригада |                                    |
| 01 сентября 1944 года | 3-й Белорусский фронт     | -                      | 2-я гвардейская моторизованная штурмовая инженерно-сапёрная бригада |                                    |
| 01 октября 1944 года  | 3-й Белорусский фронт     | -                      | 2-я гвардейская моторизованная штурмовая инженерно-сапёрная бригада |                                    |
| 01 ноября 1944 года   | 3-й Белорусский фронт     | -                      | 2-я гвардейская моторизованная штурмовая инженерно-сапёрная бригада |                                    |
| 01 декабря 1944 года  | 3-й Белорусский фронт     | -                      | 2-я гвардейская моторизованная штурмовая инженерно-сапёрная бригада |                                    |
| 01 января 1945 года   | 3-й Белорусский фронт     | 28-я армия             | 2-я гвардейская моторизованная штурмовая инженерно-сапёрная бригада |                                    |
| 01 февраля 1945 года  | 3-й Белорусский фронт     | 28-я армия             | 2-я гвардейская моторизованная штурмовая инженерно-сапёрная бригада |                                    |
| 01 марта 1945 года    | 3-й Белорусский фронт     | 28-я армия             | 2-я гвардейская моторизованная штурмовая инженерно-сапёрная бригада |                                    |
| 01 апреля 1945 года   | 3-й Белорусский фронт     | 50-я армия             | 2-я гвардейская моторизованная штурмовая инженерно-сапёрная бригада | В составе Земландской группы войск |
| 01 апреля 1945 года   | 3-й Белорусский фронт     | 11-я гвардейская армия | 2-я гвардейская моторизованная штурмовая инженерно-сапёрная бригада |                                    |

## Командиры
- Лифиц Л. М. (погиб)
- Сотников Сергей Ильич, майор
- Ратнер Мендель Беркович, полковник (погиб 29.04.1945)

## Награды
- 01.07.1944 года — присвоено почётное наименование «Борисовский»
- 12.08.1944 года — награждён Орденом Александра Невского
- 14.11.1944 года — награждён Орденом Кутузова III степени